# بيدرو كوستا (مخرج)
بيدرو كوستا (بالبرتغالية: Pedro Costa‏) هو كاتب سيناريو ومصور سينمائي ومونتير ومخرج برتغالي، ولد في 3 مارس 1959 في لشبونة في البرتغال.

## وصلات خارجية
- بيدرو كوستا على موقع IMDb (الإنجليزية)
- بيدرو كوستا على موقع ألو سيني (الفرنسية)
- بيدرو كوستا على موقع أول موفي (الإنجليزية)
- بيدرو كوستا على موقع قاعدة بيانات الأفلام السويدية (السويدية)
- بيدرو كوستا على موقع قاعدة بيانات الفيلم (الإنجليزية)
- بيدرو كوستا على موقع كينوبويسك (الروسية)